# Spoorlijn Schleswig - Schleswig Altstadt
De spoorlijn Schleswig - Schleswig Altstadt was een Duitse spoorlijn in Sleeswijk-Holstein en was als spoorlijn 1010 onder beheer van DB Netze.

## Geschiedenis
Het traject werd door de Peto, Brassey and Betts geopend op 1 juni 1858. Tot 1992 is de lijn in gebruik geweest voor goederenvervoer, daarna is deze gesloten en opgebroken.  

## Aansluitingen
In de volgende plaatsen was er een aansluiting op de volgende spoorlijnen:
Schleswig
DB 1040, spoorlijn tussen Neumünster en Flensburg
DB 9103, spoorlijn tussen Schleswig en Friedrichstadt
Schleswig Altstadt
DB 9101, spoorlijn tussen Schleswig Altstadt en Satrup
DB 9102, spoorlijn tussen Schleswig Altstadt en Kappeln